# كين رايتشل
كين رايتشل (بالألمانية: Ken Reichel)‏ (19 ديسمبر 1986 ببرلين في ألمانيا - ) هو لاعب كرة قدم ألماني في مركز الدفاع. لعب مع آينتراخت براونشفايغ ونادي هامبورغ وSV Tasmania Berlin ‏ ونادي هامبورغ 2 ‏.

## وصلات خارجية
- كين رايتشل على موقع قاعدة بيانات كرة القدم.إي يو (الإنجليزية)
- كين رايتشل على موقع بيانات كرة القدم. دي إي (الألمانية)
- كين رايتشل على موقع Soccerway.com (الإنجليزية)
- كين رايتشل على موقع عالم كرة القدم.نت (الإنجليزية)
- كين رايتشل على موقع AS.com (الإسبانية)